# Waldemar Otte

Waldemar Otte

Waldemar Wilhelm Otte (* 29. März 1879 in Leuber; † 9. Juli 1940 in Breslau) war ein deutscher Politiker (Zentrum) und katholischer Priester.

## Leben und Wirken
Otte wurde 1879 als Sohn eines Tischlermeisters geboren. Nach dem Besuch der Volksschule (1885–1890) und des Gymnasiums in Neustadt studierte er von 1898 bis 1901 Katholische Theologie, Philosophie und Nationalökonomie an der Universität Breslau. 1902 wurde er zum Priester geweiht. Danach war er als Seelsorger in Kesselsdorf (Kreis Löwenberg) tätig. 1903 promovierte er zum Dr. theol.
Nach der Kaplanzeit in Schweidnitz amtierte Otte von 1907 bis 1917 als Pfarrer im schlesischen Greiffenberg. Dort gründete er unter anderem eine Gruppe des Volksvereins für das katholische Deutschland und 1910 die Zeitung Der Greif, die erste katholische Zeitung in Niederschlesien. Am 1. Oktober 1917 wurde Otte hauptamtlicher Landessekretär des Volksvereins für Schlesien in Breslau, wo er auch zum Dombenefiziat ernannt wurde. Während der Revolutionszeit leitete er das Sonntagsblatt für die Diözese Breslau. Am 1. Februar 1919 wurde er Redakteur der Neisser Zeitung in Breslau.
Spätestens nach dem Ersten Weltkrieg schloss Otte sich der katholischen Zentrumspartei an. Von Januar 1919 bis Juni 1920 saß er als Abgeordneter seiner Partei für den Wahlkreis 11 (Liegnitz) in der Weimarer Nationalversammlung. Otte, der zu dieser Zeit dem Vorstand des Zentrums angehörte, befürwortete die neugegründete Republik und die in Weimar beschlossene Verfassung. Koalitionspolitisch setzte er sich, trotz seiner grundsätzlichen Ablehnung der Sozialdemokratie, für ein Zusammengehen des Zentrums mit der SPD ein.
In den Jahren 1921 bis 1924 war Otte Direktor der Bergland-Gesellschaft in Schweidnitz und Hauptschriftleiter der Mittelschlesischen Zeitung. Danach wirkte er als Pfarrer in Liegnitz, wo er sich vor allem sozial engagierte. 1928 übernahm er die Mitherausgeberschaft der Monatsschrift Die Seelsorge. Im selben Jahr wurde er zum Ehrendomherr in Breslau ernannt. Später folgten dieser Ehrung noch die Ernennungen zum residierenden Domherren und zum Domprediger (1931).

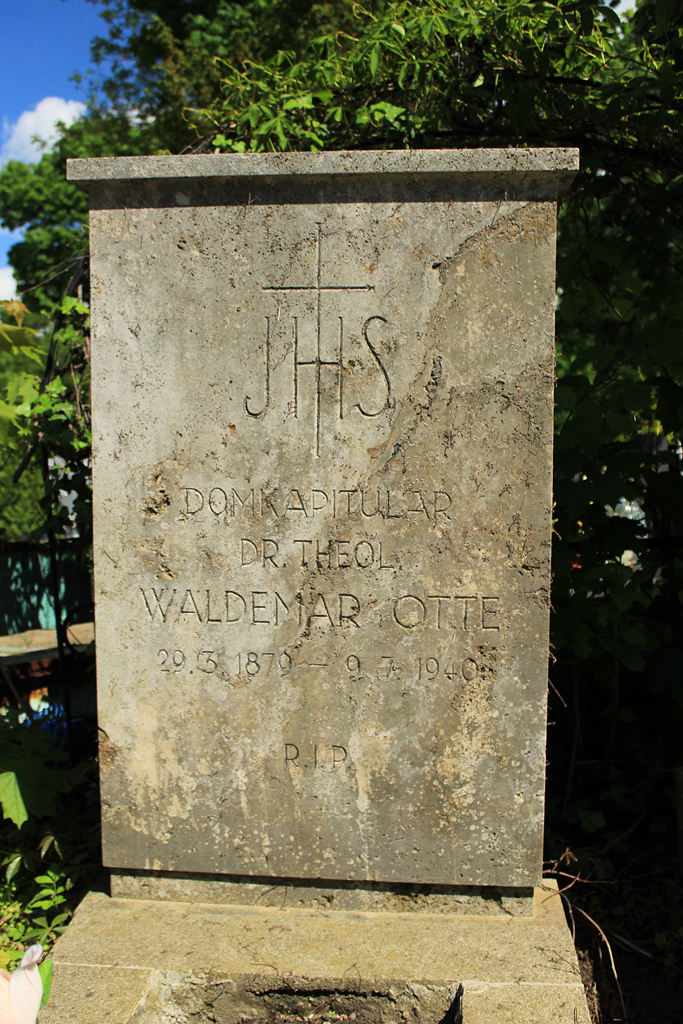
Grab von Waldemar Otte am Laurentiusfriedhof in Breslau

1930 wurde er Vertreter der Provinz Niederschlesien im Reichsrat und 1931 Vorsitzender der niederschlesischen Zentrumspartei. 1932 und im März 1933 wurde Otte zweimal hintereinander für den Wahlkreis Breslau in den Preußischen Landtag gewählt.
Nach der nationalsozialistischen „Machtergreifung“ wurde Otte zur Aufgabe seiner politischen Tätigkeit gezwungen. Er zog sich stattdessen auf seine Tätigkeit im Domkapitel und als Mitarbeiter von Kardinal Adolf Bertram zurück. Er wurde Diözesan-Exerzitien-Direktor, Vizekurator der Kongregation der Schwestern von der hl. Elisabeth und Schriftleiter des schlesischen Bonfatiusvereins-Blatts. Gegen das NS-Regime bezog er indirekt Stellung durch politische Handlungen wie das Versteckthalten eines von der Gestapo gesuchten kommunistischen Funktionärs im Jahr 1933.

## Schriften
- Der historische Wert der alten Biographien des Papstes Clemens V. 1903. (Dissertation)
- Das Zentrum in der deutschen Nationalversammlung in Weimar. Breslau 1919.
- Die deutschen Katholiken und die neue Zeit. S. l, 1919.
- Die Rückgewinnung der sozialistischen Arbeitermassen. In: Die Seelsorge. 7, 1929/1930, S. 81–92.
- Das Zentrum von den Feinden besiegt! Von den Freunden verlassen. In: Deutsche Reichszeitung. 29. April 1933.